# Weltklasse Zürich 2012
Weltklasse Zürich 2012 byl lehkoatletický mítink, který se konal 30. srpna 2012 ve švýcarském městě Curychu. Byl součástí série mítinků Diamantové ligy 2012. 

## Výsledky
- Archiv výsledků zde [1]

### Muži
| Disciplína     | 1. místo                       | 2. místo                         | 3. místo                       |
| 100 m          | Yohan Blake 9,76               | Nesta Carter 9,95                | Ryan Bailey 9,97               |
| 200 m          | Usain Bolt 19,66               | Nickel Ashmeade 19,85            | Jason Young 20,08              |
| 800 m          | Mohammed Aman 1:42,53          | David Lekuta Rudisha 1:42,81     | Leonard Kirwa Kosencha 1:44,29 |
| 5 000 m        | Isiah Kiplangat Koech 12:58,98 | Thomas Pkemei Longosiwa 12:59,24 | Bernard Lagat 12:59,92         |
| 400 m překážek | Angelo Taylor 48,29            | Omar Cisneros 48,34              | Jehue Gordon 48,40             |
| Skok do výšky  | Ivan Uchov 231 cm              | Robert Grabarz 228 cm            | Andrej Silnov 225 cm           |
| Skok o tyči    | Renaud Lavillenie 570 cm       | Björn Otto 555 cm                | Jan Kudlička 555 cm            |
| Trojskok       | Fabrizio Donato 17,29 m        | Christian Taylor 17,16 m         | Benjamin Compaoré 16,96 m      |
| Vrh koulí      | Reese Hoffa 21,64 m            | Ryan Whiting 21,49 m             | Tomasz Majewski 21,18 m        |
| Hod oštěpem    | Tero Pitkämäki 85,27 m         | Antti Ruuskanen 83,36 m          | Ołeksandr Pjatnycia 82,95 m    |

### Ženy
| Disciplína       | 1. místo                            | 2. místo                    | 3. místo                      |
| 100 m            | Shelly-Ann Fraserová-Pryceová 10,83 | Carmelita Jeterová 10,97    | Allyson Felixová 11,02        |
| 400 m            | Sanya Richardsová-Rossová 50,21     | Amantle Montshoová 50,33    | Rosemarie Whyte 50,41         |
| 1500 m           | Abeba Aregawiová 4:05,29            | Mercy Cherono 4:06,42       | Shannon Rowburyová 4:07,14    |
| 100 m překážek   | Dawn Harperová 12,59                | Queen Harrison 12,68        | Kellie Wellsová 12,69         |
| 3 000 m překážek | Etenesh Diro 9:24,97                | Hiwot Ayalewová 9:26,99     | Hyvin Jepkemoi 9:29,70        |
| Skok daleký      | Jelena Sokolovová 692 cm            | Blessing Okagbareová 685 cm | Shara Proctorová 680 cm       |
| Vrh koulí        | Valerie Viliová 20,81 m             | Michelle Carterová 19,25 m  | Cleopatra Borel-Brown 18,66 m |
| Hod diskem       | Sandra Perkovićová 63,97 m          | Yarelis Barriosová 61,73 m  | Żaneta Glanc 61,31 m          |